# 斯科洛皮圣若望堂
斯科洛皮圣若望堂（意大利语：Chiesa di San Giovannino degli Scolopi）是佛罗伦萨市中心的一个罗马天主教教堂。
从1351年至1554年，此处原为圣若望小堂。1577年，科西莫一世下令为新到来的耶稣会建造新的教堂。两年后开始动工，1661年完工。耶稣会在1775年被取缔，于是该堂归属公教学校司铎修会教堂或斯科洛皮神父。

## 艺术品
左侧小堂
- 第一：《受难》
- 第二：St. Pompilio（1936年）
- 第三：《圣尼各老》
- 第四：《圣方济各沙勿略》

右侧小堂：:
- 第一：《天使》、《雅各的梯子》、《路西法的失败》
- 第二（圣巴尔多禄茂小堂）：《基督和迦南人》
- 第三：《圣若瑟》
- 第四：《圣依纳爵罗耀拉》

Template:佛罗伦萨地标